# Soldatul necunoscut (roman)
Soldatul necunoscut (Tuntematon sotilas) este un roman de război scris de Väinö Linna, publicat prima oară la 3 decembrie 1954.
Soldatul necunoscut este prima lucrare importantă a scriitorului Väinö Linna, cunoscut de asemenea pentru cealaltă importantă operă a sa, trilogia Sub Steaua Nordului (Täällä Pohjantähden alla). Publicat în 1954, romanul descrie Războiul de Continuare dintre Finlanda și Uniunea Sovietică, văzut din perspectiva soldatului finlandez de rând. Este scris într-un stil realis, în parte cu intenția de a demola mitul soldatului finlandez pasiv și supus. Așa cum spunea autorul, intenția sa a fost de a dota soldatul finlandez cu un creier, articol care îi lipsea cu desăvârșire până atunci — o aluzie la Povestirile sublocotenentului Stål scrisă de Johan Runeberg, care îi descrie pe soldații finlandezi ca având inimi mari, dar modești intelectual. Deși bazat pe experiența de război a autorului, veteran al Războiului de Continuare, este o operă de ficțiune.

## Conținut
Romanul nu are propriu-zis un personaj principal ( de fapt începe și se sfârșește cu comentarii ironice la adresa omniscienței autorului) și se concentrează pe felul în care diferiți indivizi reacționează când sunt expuși la ororile războiului.
Este povestea unei companii de mitraliere, care, neobișnuit pentru Finlanda acelui timp, este constituită din oameni recrutați din toate părțile țării (în mod normal unitățile finlandeze erau constituite din soldați provenind din aceeași regiune).
Soldații provin din medii sociale foarte diferite și fiecare are felul lui propriu de a reacționa la încercările la care sunt supuși, dar în general par să fie suficient de relaxați încât să trateze războiul ca pe o slujbă ca oricare alta, ignorând  formalitățile impuse de disciplina militară, spre nemulțumirea unor ofițeri. Ei dau impresia că singurul motiv pentru care sunt pe front e să-și facă treaba și propaganda oficială, atât cea proprie cât și cea a inamicului, nu e decât o sursă de hilaritate sau chiar de glume.
Autorul însuși își caracterizează personajele în finalul romanului ca aika velikultia care s-ar putea traduce ca băieți buni sau poate oameni cumsecade, de-ai noștri. Cât despre cei trei ofițeri ai companiei, unul este arogant și un fanatic al disciplinei, altul idealist și mai târziu deziluzionat, dar totdeauna viteaz și atașat de soldații săi, al treilea calm și prietenos.
Linna excelează în a descrie personaje foarte diferite, lași sau eroi, precum Kariluoto, cel provenit din pătura de sus a societății,idealist și cam naiv la început, Koskela, om cu picioarele pe pământ, Lehto, muncitorul cinic și trecut prin toate, Vanhala, bufonul plutonului, Rokka cel cu nervi de oțel, Hietanen, pe care politica îl lasă rece, spre deosebire de comunistul Lahtinen. Toți sunt prezentați cu egală înțelegere, numai pentru ofițerii obsedați de disciplină autorul nu arată nici un fel de simpatie. 
Multe din personajele sale au devenit nume comune în Finlanda, la care oricine se poate referi fără nevoie de alte explicații.

## Primirea
La apariție romanul a avut parte de o primire destul de reticentă. Criticii conservatori, mai ales Toini Havu în Helsingin Sanomat, l-au primit cu  răceală, considerând că se pierde în amănunte și ignoră imaginea de ansamblu.
Linna a fost acuzat că a înjosit idealurile patriotice ale țării, și chiar el a recunoscut că într-adevăr intenția sa a fost să le tempereze întrucâtva. Alți critici au recunoscut imediat valoarea operei, iar publicul finlandez a adoptat cartea. Este una din cele mai populare și mai bine vândute cărți în Finlanda. 

Consensul general este că această carte este un vibrant omagiu adus soldatului finlandez in al doilea război mondial, antirăzboinică fără a fi defetistă.

## Legături cuSub Steaua Nordului
Romanul împărtășește câteva scene și un personaj principal Vilho Koskela cu trilogia Sub Steaua nordului (Täällä Pohjantähden alla).

## Adaptări cinematografice
- Tuntematon sotilas (Soldatul necunoscut; 1955)
- The Unknown Soldier (1985)
- Soldatul necunoscut (2017)